# Dante's View

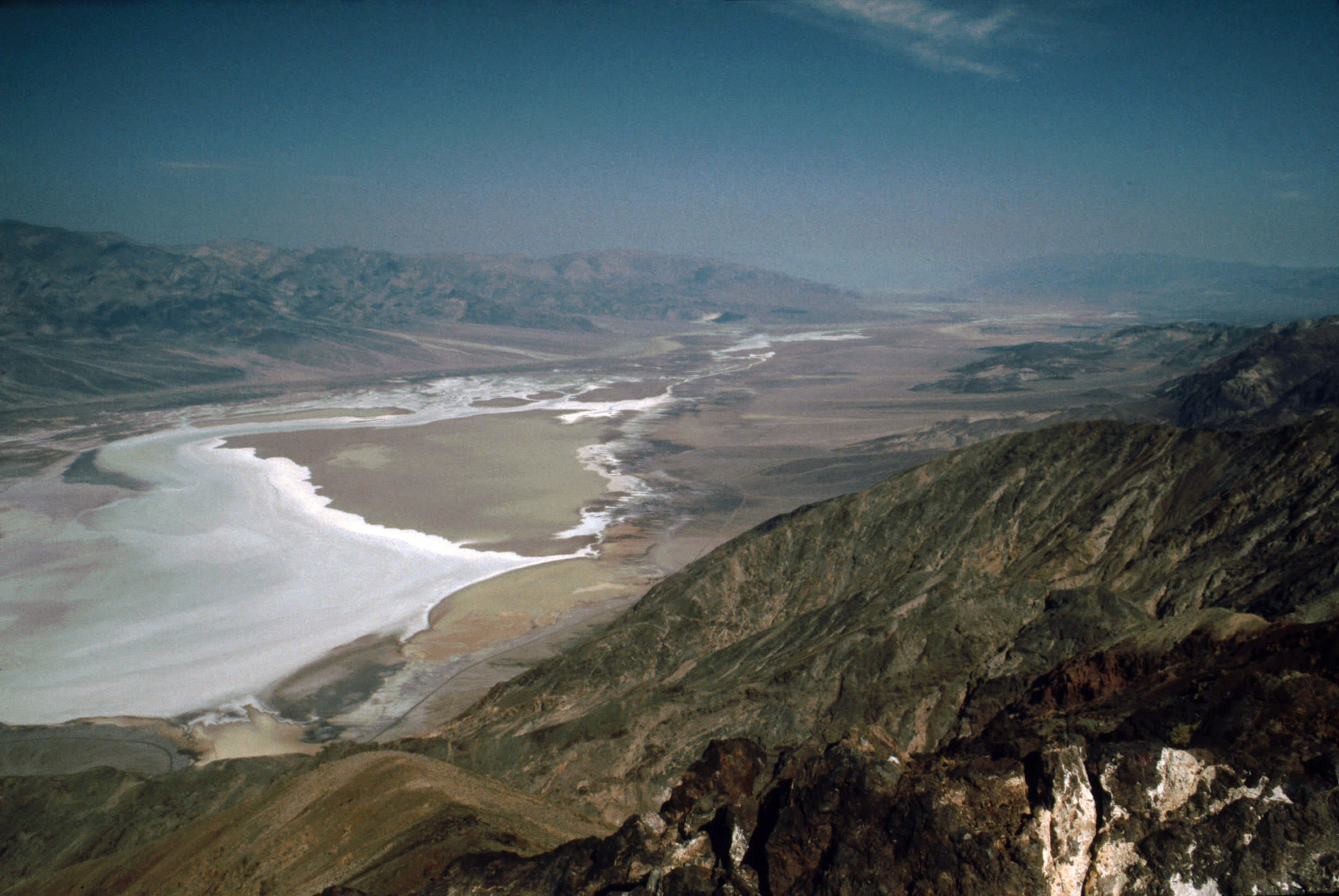
Utsikt från Dante's View i augusti 1982

Dante's View är en utsiktspunkt belägen 1 669 meter över havet på norra sidan av Coffin Peak, längs med kammen av Black Mountains ovanför Death Valley i södra Kalifornien i USA. Dante's View ligger ungefär 25 km söder om Furnace Creek i Death Valley National Park.

## Platsen
Från parkeringen vid Dante's View finns flera vägar upp mot toppen. En av vägarna leder upp till kanten av utsiktspunkten, och en annan väg leder 320 meter norrut till en picknickplats med bord. Den bästa tidpunkten att besöka Dante's View är under de kyligare morgontimmarna när solen står i öster. Dante's View är nattetid en bra plats för stjärnskådning med teleskop.

## Utsikten
Från Dante's View ser man ner över den södra delen av Death Valley. I nordväst, direkt under utsiktspunkten, ligger Badwater Basin. I söder syns Owlshead Mountains 30 km bort, och i norr syns Funeral Mountains 50 km bort, bortom Furnace Creek. I väster, på andra sidan Badwater Basin, reser sig Panamint Range mot Telescope Peak. I öster ligger Greenwater Range och Great Basin i Nevada. Klara dagar kan man samtidigt se både den högsta och den lägsta punkten i de sammanhängande 48 staterna i USA, nämligen berget Mount Whitney (4 421 meter högt), och Badwater (–86 meter under havsnivån). En del av Devil's Golf Course ligger i nordväst. Den ser ut som ett hav, men består egentligen av solitt halit, även kallat bergsalt. Saltskorpan är mellan en och två meter tjock och ändrar form efter att regn under vintern löser upp saltet som sedan omkristalliseras när vattnet avdunstar igen. 

## Etymologi
Dantes View är uppkallad efter Dante Alighieri som skrev Den gudomliga komedin, vilken beskriver helvetet, skärselden samt paradiset. 
I april 1926 försökte några affärsmän från Pacific Coast Borax Company att välja den bästa vyn över Death Valley efter att ha blivit informerade om att denna kunde tjäna som turistmål. De hade nästan redan valt Chloride Cliff i Funeral Mountains när sheriffen från Greenwater, Charlie Brown, visade dem Dantes View istället, ett litet stycke från Black Mountains. Affärsmännen blev genast övertygade och valde att kalla platsen Dante's View.

## Geologi
Dantes View är en del av Black Mountains, som i sin tur är en del av Amargosa Range, som var mesozoiska vulkaner. Bergen skapades när jordens skorpa tänjdes ut, vilket bildade en horst, eller dragkraft, som bildade en gravsänka. Jordskorpan brast på grund av denna kraft, och som ett resultat sköt lava upp och hamnade ovanpå den sedimentära bergarten. 

## I populärkultur
Dante's View användes som inspelningsplats för Stjärnornas krig och syns i scenen när karaktärerna ser ut över den fiktiva rymdhamnen Mos Eisley på planeten Tatooine.